# 植松町 (浜松市)
植松町（うえまつちょう）は、静岡県浜松市中央区の町名である。丁番を持たない単独町名である。住居表示未実施。

## 地理
植松は浜松市中央区東部の町名。町内は主に住宅地からなり、戸建て住居が多く住宅地を形成している。

## 河川
- 芳川

## 歴史

### 沿革
- 1889年（明治22年）4月1日 - 町村制の施行により、神立村、将監名村、西塚村、上西村、丸塚村、上新屋村、植松村、宮竹村、大蒲村、下村が合併して長上郡蒲村が発足。
- 1896年（明治29年）4月1日 - 郡制の施行により所属郡が浜名郡に変更。
- 1939年（昭和14年）7月1日 - 浜松市に編入。同日蒲村廃止。
- 2007年（平成19年）4月1日 - 浜松市が政令指定都市に移行し、旧村域は東区の所属となる。
- 2024年（令和6年）1月1日 - 浜松市の区再編に伴い、東区全域は中央区に再編される。

### 地名の由来
松が多く茂っていたことに由来する。かつては松の大木があった。今でも松を植えている家が多い。

## 世帯数と人口
2018年（平成30年）12月1日現在の世帯数と人口は以下の通りである。
| 町丁   | 世帯数    | 人口    |
| ------ | --------- | ------- |
| 植松町 | 1,478世帯 | 2,833人 |

## 小・中学校の学区
市立小・中学校に通う場合、学区は以下の通りとなる。
| 番・番地等 | 小学校           | 中学校             |
| ---------- | ---------------- | ------------------ |
| 全域       | 浜松市立蒲小学校 | 浜松市立丸塚中学校 |

※東海道線以南は浜松市立相生小学校・浜松市立東部中学校へ学区外就学可能。

## 金融機関
- 浜松いわた信用金庫植松支店

## 交通

### 鉄道
東海道新幹線・JR東海道線が町域を通るが、駅はない。

### バス
- 遠鉄バス
  - 80中ノ町磐田線：（浜松駅方面 - ）西遠学園入口（ - 橋羽・中ノ町・磐田駅・磐田営業所方面）

### 道路
- 国道152号（東海道）
- 浜松市道植松和地線（六間通り）

## 神社仏閣
- 蒲神明宮一の鳥居
  - 東海道に面して大鳥居があり、ここから少し北に行った小川の両脇に松が植えられており、ここから北が神明領でした。この松は戦後切り倒され現存しない。蒲神明宮は、伊勢神宮の御厨（みくりや）であり、鳥居は伊勢神宮の鳥居を以前は式年遷宮のごとに移築したものである。
- 八柱神社
  - 天照大神（あまてらすおおみかみ）の御子神（ごししん）、五男三女が祀られている。創立は不詳だが安政2年（1855年）9月再建の棟札が残され、現在の社殿は大正9年7月に新築されたもので、神社としては珍しく西向きで、賽銭箱が置かれていない。境内には歯の神様と言われる九頭竜神社（くずりゅうじんじゃ）が祀られ、夏には祇園まつりが行われている。
- 円通寺
  - 応永16年（1409年）に方広寺開山の無文元選禅師の法孫にあたる慶道大和尚により創建され、室町から江戸時代にかけて隆盛を誇った由緒ある寺、境内のお稲荷様は「人助け稲荷」として知られている。昭和20年（1945年）に第二次世界大戦の空襲で全焼したが、山門は原型をとどめている。昭和39年（1964年）に再建された。

## その他

### 日本郵便
- 郵便番号 : 430-0803[3]（集配局：浜松東郵便局[7]）。

### 警察
町内の警察の管轄区域は以下の通りである。
| 番・番地等 | 警察署       | 交番・駐在所 |
| ---------- | ------------ | ------------ |
| 全域       | 浜松東警察署 | 蒲交番       |